# 奈王爪獸屬
奈王爪獸屬是爪獸科爪獸亞科下的一屬，生存於中新世晚期至更新世早期（1,160-78.1萬年前）的中國、印度與緬甸，與黃昏爪獸屬同為最後存活的爪獸科物種之一。

## 發現史
1859年，德國古生物學家約翰·雅各布·考普將西瓦爪獸重新分類至新命名的奈王爪獸屬；在此之前，西瓦爪獸是於1843年由法爾科納及寇特利根據更新世早期發現於印度的化石所命名
臨夏奈王爪獸是根據2012年於中國甘肅省臨夏回族自治州廣河縣柳樹組的正模標本命名，化石材料包含了一個部份顱骨，地層年代屬於中新世晚期，其較短的吻部以及低冠齒型顯示奈王爪獸屬是屬於爪獸亞科。
府谷奈王爪獸則是根據2014年於中國陝西省榆林市府谷縣喇嘛溝層出土的部分上下顎化石發表命名，地層年代同樣屬於中新世晚期。
其他被認為屬於奈王爪獸屬的化石則發現於緬甸的伊洛瓦底層，化石材料包括上顎碎片以及下顎臼齒，地層年代屬於更新世早期。另外於1897年時的仁安羌，也曾發現疑似屬於爪獸科的股骨化石，地層年代為上新世。